# Eli'ezer Mizrachi
Eli'ezer Mizrachi, hebrejsky אליעזר מזרחי‎ ‎ (* 19. dubna 1945 Rechovot) je izraelský politik a bývalý poslanec Knesetu za strany Agudat Jisra'el a Ge'ulat Jisra'el.

## Biografie
Narodil se ve městě Rechovot. Vystudoval na ješivě napojené na hnutí Chabad. Pracoval jako brusič diamantů.

## Politická dráha
V izraelském parlamentu zasedl po volbách v roce 1988, do nichž šel za stranu Agudat Jisra'el. Byl členem výboru pro imigraci a absorpci, výboru House Committee a výboru pro záležitosti vnitra a životního prostředí. V průběhu volebního období se odtrhl od mateřské strany a ustavil vlastní politickou formaci Ge'ulat Jisra'el. Zastával i vládní post. V letech 1990–1992 byl náměstkem ministra zdravotnictví. Ve volbách v roce 1992 mandát poslance neobhájil, protože strana Ge'ulat Jisra'el nepřekročila práh nutný pro vstup do parlamentu. Později neúspěšně kandidoval ve volbách v roce 1996 za Likud.